# 盘绕雉属
盘绕雉（学名：Panraogallus）是一种发现于晚中新世中国临夏盆地的已灭绝雉科鸟类。正模标本发现于甘肃省广河县庄窠集镇附近的柳树组，是一具几乎完整的、刚成年的、可能是雄性的个体，部分头骨和颈椎骨用石膏进行了重建，现存于和政古生物博物馆。该标本完整的保存了迄今为止最早的，特化弯曲加长的气管化石。属名由汉语拼音“盘绕”与拉丁语的“鸡”组成，种加词指代发现了该标本的和政地区。

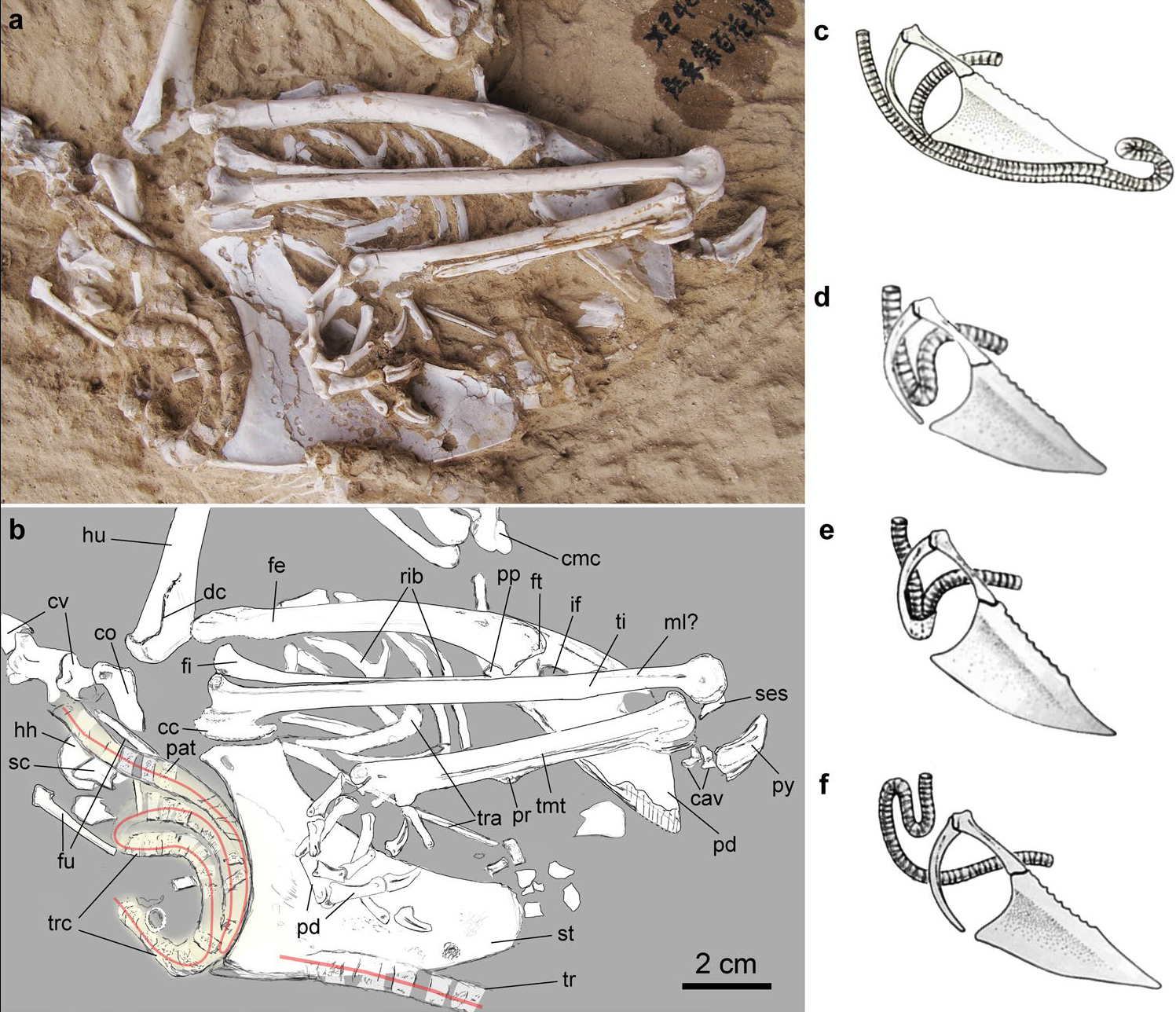
正模标本都胸部区域，红色示气管环，与右侧都现代鸟类对比。